# Дадмарз, Пуя
Пуя Сулат Дадмарз (перс. پویا دادمرز‎; 10 ноября 1999, Изе, Хузестан, Иран) — иранский борец греко-римского стиля, призёр чемпионатов мира, чемпион Азии, обладатель Кубка мира в команде.

## Карьера
2 ноября 2021 года в Белграде в финале Первенства мира по борьбе среди борцов до 23 лет проиграл Мавлуду Ризманову, став серебряным призёром.  
18 октября 2022 года в испанском городе Понтеведра, победив в финале азербайджанца Нихада Гулузаде, выиграл Первенство мира по борьбе среди борцов до 23 лет.  
5 ноября 2022 года в Баку в составе сборной Ирана стал обладателем Кубка мира.  
В начале февраля 2023 года выиграл в Хорватии рейтинговый турнир «Загреб Опен».  
9 апреля 2023 года в Астане, одолев в финале Рупина Гахлавата из Индии, стал победителем чемпионата Азии.  
22 сентября 2023 года в Белграде, в малом финале одолев Марлана Мукашева из Казахстана, стал бронзовым призёром чемпионата мира.  
15 апреля 2024 года в Бишкеке в финале чемпионата Азии проиграл Ро Ючолу из КНДР, став серебряным призёром.   
29 октября 2024 года дошёл до финала чемпионата мира в Тиране, где проиграл Эльденизу Азизли из Азербайджана, получив серебряную награду. 